# アニスタ.TV
アニスタ.TV（アニスタ.ティーヴィー）は、株式会社ラムズが運営していたインターネットラジオを配信するウェブサイト。

## 概要
主に、アニメや声優に関連するラジオ番組や一部の番組は動画を無料で配信していた。
2009年（平成21年）3月をもってアニスタ.TVでの配信を終了し、一部の番組はHiBiKi Radio Stationにて継続して配信された。全ての番組が無料で配信されていて、一部例外はあるが基本的に最新配信分を含め4回分のバックナンバーを聴くことが出来た。しかし更新日に公開出来ないこともあった。

## 歴史
2002年（平成14年）開設、当時テレビ番組下請け業者としてスカパーのアニメ関連番組を手がけていたラムズがアニメポータルサイトとして運営開始。翌年、倒産した「コーズ・プランニング」が制作していた『四ッ谷式Cyber Project』の一部番組を引き継ぐなどの形で関連番組が移籍した。
2004年（平成16年）に主要運営メンバーであったやまけんが音泉設立のために離脱した影響などで、しばらく運営停止状態に追い込まれたが、秋頃に新体制で運営を再開。声優事務所・養成所のRPEを設立した関係からラムズの所属タレントをメインにして、全ての番組を自社製作するようになった。
2009年（平成21年）3月、配信を終了。

## ラジオ番組

### アニスタ.TVで配信終了した番組
- D→A Dream Radio
- かないみか・中堀橋の声姫城はいつもにぎやか（月2回）
- ラジオしちゃうぞ!メモオフ＃5（野川さくら・井ノ上奈々）
- 柏木弘美のナチュラルスマイル（柏木弘美）
- 徳永愛のほわほわアイランド （徳永愛）
- Granado Espada Walker（野川さくら・井ノ上奈々）
- 祝・旗揚げ公演!ふらっと…RAT
- マジカノ放送局（月2回）
- ココドキステーション（宮崎羽衣）（不定期・全6回）
- 庄子・宮崎・斎藤の放課後ひみつ会議（庄子裕衣・宮崎羽衣・斎藤桃子）
- ドラマティック・エンジェル
- すちぃむ☆ふぁくとりぃ
- すずのcafe curio（宮崎羽衣・阿部玲子）
- アサミ・愛の2人のどんぶらこ!（真田アサミ・徳永愛）
- 裕佳梨と玲子のおやすみgood sleep（福井裕佳梨・阿部玲子）
- ちょこッと☆らじお!（隔週）
- 良子と羽衣の姫様放送局
- 奈々と優奈のにじいろコレクション
- 声優グラッチェ
- DimensionNAO（中村聡・長澤奈央）
- 桃井はるこのらじお☆UP DATE
- ふらっと…RAT -Returns
- D.C.II 〜ダ・カーポII〜 風見学園放送部（第11回から）
- （月2回） ゆいとさくらの てぃあらじ 番外編
- モーソーワーク
- 宮崎羽衣のナイトういういざーど
- 未祐とさくらのAYAKASHI R（松来未祐・野川さくら）
- ナナカナ（井ノ上奈々・酒井香奈子）
- D.C.toEF ラジオ（2008年5月5日の配信分をもってアニスタ.TVでの配信は終了）
- 野川さくらのらずべりー♪house（野川さくら）
- ラジオ戦隊♪さくはりばー（野川さくら）
- RADIOみすてぃっく放送局（野川さくら）
- 下川みくにと野川さくらの今夜もミックリサックリ（野川さくら・下川みくに）
- BPSへようこそ！（阿部玲子・金綱良美・福井慶子・村井真里・三好麻美・林美和・井元澪・市川友理）
- 奈々と誰かのトークショー（井ノ上奈々）
- クローバーの夜遊びカーニバル（クローバー）※事実上終了
- サイキックラバーのアニカンRADIO（サイキックラバー・阿部玲子）
- 羽衣と裕佳梨のまかでみ☆RADIO（宮崎羽衣・福井裕佳梨）
- THOR CODE RADIO（野川さくら・山村響）
- 麻美と綾香のながらじ〜（三好麻美・中畠綾香）
- SMラジオ（村井真里・三枝えみか）
- さゆりん☆まほまほの何でもありありラジオ（溝口小百合・小山舞穂）
- 四谷四丁目&長堀橋放送局（RAMS研修生） パーソナリティーは週代わり
- 羽衣と社長のノープランノーカットラジオ（宮崎羽衣・鹿志村聡）

### HiBiKi Radio Stationに移転した番組
- Fw:アニカンRADIO（サイキックラバー・井ノ上奈々） 2008年（平成20年）10月より毎週月曜日に変更
- いかたんRADIO（井ノ上奈々・溝口小百合・村井真里）
- 酒井香奈子のかなえて!シャイニング☆ドリーム（酒井香奈子）

## インターネットテレビ番組
- アキハバラ情報局 EX（月2回）放送終了
- DSE EX（野川さくら・宮崎羽衣・村上幸平）（不定期）放送終了
- 夢工場 Dream Factory EX（庄子裕衣・近江知永・橋本明典・三重野瞳）（第1・3 水曜日） 放送終了